# Trichonta bifida
Trichonta bifida är en tvåvingeart som beskrevs av Lundstrom 1909. Trichonta bifida ingår i släktet Trichonta och familjen svampmyggor. Arten är reproducerande i Sverige. Inga underarter finns listade i Catalogue of Life.